# Pachodynerus nigriculus
Pachodynerus nigriculus är en stekelart som beskrevs av Berg 1881. Pachodynerus nigriculus ingår i släktet Pachodynerus och familjen Eumenidae. Inga underarter finns listade i Catalogue of Life.